# Дим да ни няма
„Дим да ни няма“ (на английски: Skiptrace) е хонконгско-китайско-американски филм от 2016 година, екшън комедия на режисьора Рени Харлин по сценарий на Джей Лонджино и Бендавид Грабински.
В центъра на сюжета е хонконтски полицай, който преследва комарджия, свързан с изчезването на негова кръщелница, и попада на информация за важен мафиот. Главните роли се изпълняват от Джаки Чан, Фан Бинбин, Джони Ноксвил.